# غريغ تورنر
غريغ تورنر (بالإنجليزية: Greg Turner)‏ هو لاعب غولف نيوزيلندي، ولد في 21 فبراير 1963 في دنيدن في نيوزيلندا.

## وصلات خارجية
- الموقع الرسمي
- غريغ تورنر على موقع رابطة أوروبا للاعبي الغولف المحترفين (الإنجليزية)
- غريغ تورنر على موقع رابطة اليابان للاعبي الغولف المحترفين (الإنجليزية)
- غريغ تورنر على موقع التصنيف العالمي الرسمي للغولف (الإنجليزية)